# Messerschmitt Me 163
El Messerschmitt Me 163 Komet (‘cometa’ en alemán) fue un avión propulsado por cohete diseñado por el alemán Alexander Martin Lippisch durante la Segunda Guerra Mundial. Fue hasta la fecha el único avión de caza propulsado por cohete en entrar en servicio y el primer avión que superó los 1000 km/h. Tenía un diseño revolucionario, con un desempeño inalcanzable para los demás aviones de su época. El piloto de pruebas de Messerschmitt Rudy Opitz alcanzó en 1944 los 1123 km/h con este aparato. Resultó ser un caza inefectivo debido a la poca duración de su combustible, solamente fueron fabricados trescientas unidades del Me 163, y responsable del derribo de unos dieciséis aviones aliados.

## Historia diseño y desarrollo
Fue el resultado del trabajo de dos grandes ingenieros: Gerhard Maas, que en 1926 empezó a trabajar en ciertos problemas de control y estabilidad que presentaban los planeadores, y Helmuth Walter, creador del primer motor cohete de carburante líquido previsto para equipar a aviones tripulados, el Walter I-203 , estabilizado a un empuje de 400 kg. Este funcionaba gracias a la mezcla de dos fluidos de muy violenta reacción, propergoles hipergólicos: el T-Stoff (peróxido de hidrógeno concentrado y estabilizadores) y el Z-Stoff (solución de permanganato de calcio en agua), altamente corrosivos y volátiles. Esta mezcla era realmente peligrosa y costó la vida a bastantes buenos pilotos: del piloto Joschi Pols solo se encontraron las gafas y el traje antiácido después de tener un accidente en su Me-163.
La utilización de semejantes propelentes llevó a la decisión de construir el fuselaje en metal, y como el DFS (instituto de investigación de planeadores) donde trabajaban Maas y el doctor Alexander Lippisch no contaba con los medios para ello, la elaboración del fuselaje fue subcontratada a Heinkel.
En realidad, Heinkel no construyó el fuselaje metálico, sino que se dedicó al avión cohete Heinkel He 176, cuyas decepcionantes evaluaciones, en junio de 1939, sembraron el desinterés por el tema en los círculos oficiales. Pero Lippisch estaba ya desengañado antes de las pruebas del He 176, de modo que, a principios de 1939, abandonó el DFS y fue a ver a W. Messerschmitt. En Augsburgo, Willy Messerschmitt se mostró en principio muy indiferente, pero Lippisch consiguió que se le autorizase a trasladarse a Augsburgo con su reducido equipo de diseño. Trabajando en el más estricto de los secretos, Lippisch decidió a finales de 1939 que uno de sus anteriores aviones de investigación, el tipo de madera DFS 194, podía volar con un motor cohete en vez de con el de pistón previsto. A principios de 1940, el aparato fue trasladado a Karlshagen, donde se hallaban las instalaciones de evaluación de Peenemünde y donde fue montado el cohete I-203. El 3 de junio de 1940, el piloto de pruebas era el famoso planeadorista Heini Dittmar llevó a cabo un satisfactorio primer vuelo, comprobando que el aparato poseía unas excelentes cualidades de pilotaje. Posteriormente, ese avión, diseñado para una velocidad de 300 km/h en vuelo horizontal, alcanzó los casi 550 km/h en vuelo horizontal y demostró unos regímenes de ascenso calificables de fantásticos.
Como por arte de magia, todo comenzaba a marchar bien. La compañía Walter había por entonces desarrollado su cohete II-203b estabilizado a 750 kg de empuje con vistas a la asistencia del despegue de aviones pesados y estaba ya trabajando en una unidad aún más potente. Lippisch recibió instrucciones para diseñar un interceptor de veloz ascenso que utilizase el nuevo motor y en cuya concepción no se preocupase por la prevista poca autonomía de vuelo, pues se trataría de un avión de defensa puntual que solo despegaría cuando los bombarderos se hallasen prácticamente en su vertical. Se le asignó la designación Me 163B, ya que la Me 163A se reservaba para una serie de seis prototipos que debían llevar el motor II-203b modificado en calidad de planta motriz primaria.

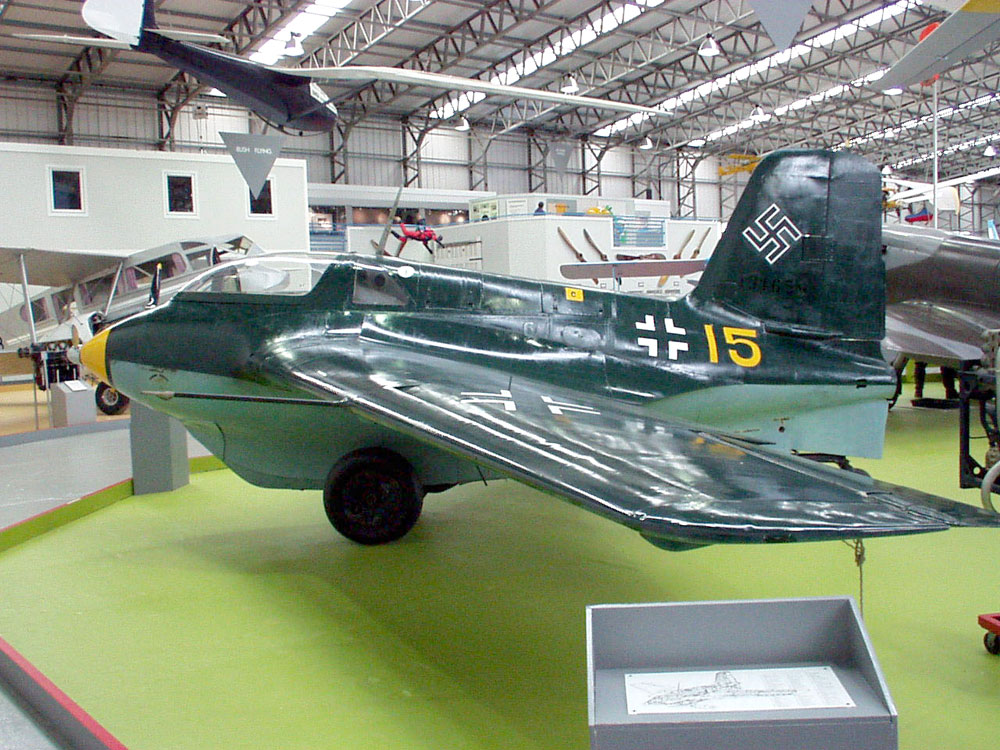
Me 163B-1a en el National Museum of Flight en Escocia.

El primer Me 163B, con el código de factoría KE+SW, fue completado (a excepción del motor) en Lechfeld en marzo de 1941 e incorporado al programa de vuelos de evaluación como planeador, remolcado por un Messerschmitt Bf 110. Dittmar volvió a embelesarse con el pilotaje del aparato, pero este era tan buen planeador que se resistía incluso a aterrizar, tomando casi siempre tierra fuera de los lindes de la pista. En una ocasión, Dittmar tuvo que planear entre dos hangares e incluso deslizarse por entre todas las edificaciones antes que el aparato perdiese la sustentación sobrante.
El primer vuelo propulsado tuvo lugar en Karlshagen el 13 de agosto de 1941, y aunque no se pretendía con él alcanzar elevadas velocidades, Dittmar supo que los instrumentos de medición en tierra habían registrado una velocidad horizontal de 800 km/h; al poco tiempo se excederían los 885 km/h. El 2 de octubre de 1941, Dittmar fue remolcado por un Bf 110 hasta los 4.000 m, cota a la que se desenganchó y encendió el motor. Pero, tras acelerar, perdió repentinamente el control y la proa del aparato cabeceó violentamente. Era, probablemente, la primera vez que un ser humano se aproximaba a la velocidad del sonido, pues el fenómeno que sufrió Dittmar (la compresibilidad) se experimenta a Mach 0,84. Esa velocidad (1.004 km/h) superaba en 250 km/h el récord oficial mundial.
Posteriores investigaciones aconsejaron la adopción de un ala modificada con largas ranuras fijas de borde de ataque que pusieron al avión prácticamente a salvo de las barrenas indeseadas, pero no solucionaron sus problemas de pérdida. Desde luego, era incluso difícil simplificar más al Me 163A, pero una de sus características nocivas no pudo ser solventada y provocó un sinfín de problemas y catastróficos accidentes. En teoría, el planeador de Lippisch debía despegar sin dificultad gracias a un tren de ruedas lanzable y aterrizar mediante un patín ventral extensible. Pero, en realidad, todo ello era bastante diferente. La comprobada ineficacia del timón de dirección a baja velocidad provocaba que si el avión cogía viento poco favorable pudiese incluso capotar. Cualquier irregularidad en la pista suponía un despegue prematuro o un aterrizaje nada suave, que unido a la práctica inexistencia de amortiguación en el patín ventral, llegaba a lesionar la columna vertebral del piloto o, si uno de los impactos afectaba al sistema de propelente, podía ocasionar una devastadora y fatal explosión.
Tan imprevisibles resultaban los propelentes del motor R II-211 que el Z-Stoff fue sustituido por el C-Stoff. Aun así, la evaluación del motor produjo en un par de ocasiones explosiones que destruyeron por completo las instalaciones. No obstante, los trabajos continuaron en los seis prototipos Me 163A, los diez aparatos de preserie Me 163A-0 y las 70 versiones también de preserie del interceptor Me 163B, al que se dio el nombre de Komet.

## Más contratiempos

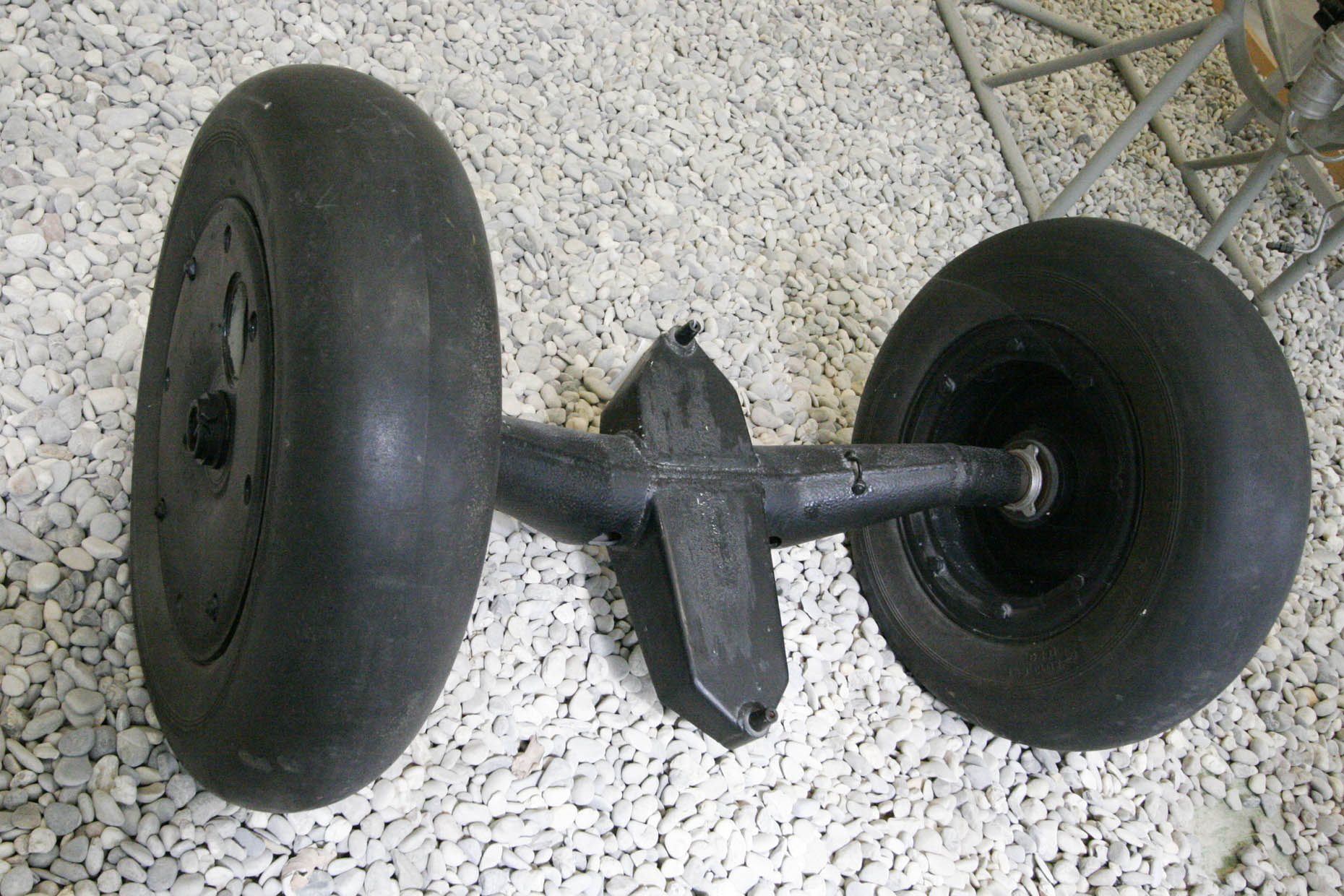
Tren de despegue reutilizable del Komet.

Gradualmente se incorporaba más gente al programa. Un oficial de la Luftwaffe, Rudolf Opitz, se integró al equipo de pruebas debido a que, en uno de los vuelos, el aparato pilotado por Dittmar había perdido repentinamente sustentación al aterrizar: la tosquedad del patín ventral supuso para el piloto un par de años de estancia en un hospital, con la columna vertebral gravemente dañada. En su primer vuelo en el Me 163A, el propio Opitz estuvo también al borde del desastre, pues se encontró en pleno vuelo sin haber liberado el tren de despegue. Ante tal eventualidad, decidió no lanzarlo e intentar el aterrizaje con él; milagrosamente, Opitz logró tomar tierra sin capotar (lo que casi siempre acababa en una formidable explosión). Opitz efectuó su primer vuelo en un Me 163B desde Lechfeld el 26 de junio de 1942, sin propelentes y remolcado por un Bf 110. Pero tuvo que pasar un año antes de que tuviesen lugar los primeros vuelos propulsados con el Me 163B (el 23 de junio de 1943). Una vez más, Opitz se vio en apuros, pues el tren de despegue se desprendió durante la aceleración, y la parte final del recorrido tuvo lugar con el patín ventral. A los pocos segundos de despegar, la cabina se llenó de gases de peróxido debido a un conducto roto por el impacto del patín. Opitz estaba ya a punto de lanzarse en paracaídas cuando el motor acabó por consumir en su totalidad el peróxido aún existente.

## Producción y datos funcionamiento
A principios de 1943 se constituyó en Karlshagen un escuadrón especial de evaluación del Me 163B, al mando del capitán Wolfgang Späte, pero mientras la unidad se hallaba aún en fase de constitución Peenemünde sufrió una incursión de la RAF y el escuadrón (Erprobungskommando 16) fue trasladado a Bad Zwischenahn. Esas instalaciones se convirtieron en el principal centro de vuelo del Komet durante el año siguiente. En diciembre de 1943, los Aliados tuvieron las primeras constancias de la existencia del Me 163 gracias a unas fotografías tomadas de esa base. Por entonces, el programa de desarrollo se había vuelto a retrasar, debido esta vez a una incursión de bombardeo del tipo que el Komet debía interceptar. La factoría Messerschmitt en Ratisbona resultó gravemente alcanzada durante un ataque efectuado por aviones B-17 el 17 de agosto de 1943, en cuyo curso resultó destruida la mayoría del lote de preserie. Las instalaciones de producción de componentes hubieron de ser dispersadas por toda Alemania, bajo el control de Klemm Technik, realizándose el montaje final en un centro secreto en la Selva Negra, desde donde los aparatos eran transportados por ferrocarril a la base central de evaluación de Lechfeld.
Este ambicioso plan de producción sufrió varios contratiempos y el flujo principal de aviones no comenzó a llegar a Lechfeld hasta febrero de 1944. El interceptor de serie fue designado Me 163-1a, y a pesar de que en cierto sentido podía parecer un avión tosco, era en realidad resultado de prolongadas experimentaciones con los modelos precedentes. Casi nada había podido hacerse por evitar el terrible problema de la explosión de los propelentes, a consecuencia en gran parte de la conservación del inadecuado tren de despegue y del peligroso patín de aterrizaje.
El ala era ahora menor y más simple que los aviones anteriores; su estructura era bastante sencilla, con dos largueros bastante espaciados y revestida de tela. En las secciones exteriores de los bordes de fuga alares se hallaban las únicas superficies de mando, además del timón de dirección: grandes elevones revestidos en tela y de accionamiento manual, encargados del control de cabeceo y alabeo.
El motor, que en su variante de producción era designado HWK Typ 509A-1, estaba constituido por una única cámara alimentada a través de dos largos conductos provenientes del grupo de turbobombas, situadas justo en línea con el borde de fuga alar. Antes de cada vuelo, la totalidad del sistema de propulsión y propelentes debía ser meticulosamente librado de cualquier resto de los mismos empleando una generosa cantidad de agua. El motor se encendía por medio de T-stoff suministrado desde un depósito separado de arranque colocado en la sección superior trasera del fuselaje, mientras que un motor eléctrico ponía en funcionamiento las turbobombas. Los depósitos estaban presionizados y, una vez que los fluidos llegaban a las turbobombas, éstos eran remitidos a una considerable presión y a razón de 8 kg/s: los dos fluidos reaccionaban instantáneamente al entrar en contacto en la cámara. El empuje de salida al nivel del mar era de 1.500 kg, elevándose a medida que disminuía la presión atmosférica hasta alcanzar los 1700 kg a alta cota. El Typ 509A podía descender hasta los 100 kg de empuje, pero se corría el peligro de que se detuviese. El motor y la totalidad de la sección trasera del fuselaje podían desmontarse fácilmente. Aunque podía parecer algo primitivo comparado con unidades motrices posteriores, el Typ 509A era un importante logro técnico que, a pesar de medir 2,13 m, solo pesaba 100 kg.
La cabina era confortable pero no contaba con ningún tipo de presurización, a excepción de una simple toma de aire por presión dinámica. La cubierta estaba moldeada en plexiglas , se abría hacia el costado de estribor y, a las velocidades que alcanzaba el avión, no resistía el impacto de un pájaro o cualquier objeto extraño. En el costado de babor tenía un pequeño panel de ventilación, y otra toma de aire en posición ventral. La presencia de blindajes dorsal y frontal no compensaba la inexistencia de alguno de los recientes asientos eyectables, pues a elevadas velocidades era imposible salir de la cabina. El morro estaba ocupado por la radio y equipos auxiliares, incluido un generador accionado por una pequeña hélice autorrotativa. El armamento comprendía dos cañones (uno en cada raíz alar, entre los largueros). La mayoría de los primeros Komet artillados recibieron dos cañones automáticos de alta velocidad Mauser MG 151/20 de 20 mm, pero la dotación estándar de producción consistió en dos cañones automáticos MK 108 de 30 mm, alimentados cada uno por 60 proyectiles alojados en unas tolvas situadas sobre el depósito principal de T-Stoff. Los cañones se armaban mediante aire comprimido, que servía también a la mayoría de sistemas auxiliares de potencia, incluido el sistema hidráulico de flaps. El problemático patín ventral se retraía hidráulicamente tras el despegue, junto con el aterrizador de cola, de tipo orientable. Al retraerse el patín se liberaba automáticamente el tren de despegue, si bien este tenía tendencia a golpear el fuselaje o a quedarse enganchado en el patín. Si no se desprendía, no estaba previsto que se intentase aterrizar con las ruedas: de hecho, la única vez que ello se logró con éxito fue en el ya referido caso de Opitz. Una vez que la famosa Hanna Reitsch optó por llevarlo a cabo dio con sus huesos en un hospital.

## Demasiado peligroso
Los relatos sobre las cualidades del Komet, en los que se pone especial énfasis en su velocidad y pesado armamento, suelen hacer poca mención (cuando no ninguna) a los peligros que su operación entrañaba y a las graves deficiencias que sufría. Gracias a la experiencia recabada con los Me 163B, la Luftwaffe llegó a extremar las medidas de seguridad en el empleo del Komet. Los pilotos y el personal de tierra vestían trajes especiales de asbesto no orgánico y Mipolamfibre; sin embargo, cuando un piloto no conseguía abandonar a tiempo un avión que hubiese capotado al aterrizar (situación algo frecuente), la liberación de los propelentes solía acarrearle la más atroz de las agonías.
Los primeros pilotos seleccionados para tripular el Komet cumplían una primera fase de habituación a bordo de un planeador Habicht con las alas recortadas, pasaban a vuelos planeados en el Me 163A, más tarde a volar el tipo anterior pero lastrado con agua, posteriormente utilizaban los Me 163A motorizados y finalmente eran convertidos al Me 163B. Los Komet de serie comenzaron a ser aceptados por la Luftwaffe en mayo de 1944. De cumplirse los planes esbozados por Späte, los Komet hubiesen operado desde un denso círculo de bases distanciadas entre sí unos 100 km, de modo que los aparatos encontrasen siempre donde aterrizar, y dispuestas de modo que cubriesen las rutas de aproximación de las incursiones enemigas, pero eso quedó en papel mojado. La primera base del Me 163 fue Brandis, cerca de Leipzig, elegida para proteger a la que era la mayor concentración de refinerías petrolíferas en Alemania.

## En combate
La unidad creada con el nuevo avión fue el I/JG 400, mandado por el teniente coronel Robert Olejnik y constituido a partir del Erprobungskommando 16 en mayo de 1944 en Zwischenahn; esta unidad recibió sus aparatos en Brandis a finales de julio de ese año. Antes de esto, algunos pilotos habían intentado alguna interceptación pero ésta solía frustrarse por motivos técnicos: en una ocasión el motor de un Komet se detuvo debido a una g negativa cuando el piloto estaba a punto de abrir fuego sobre dos confiados P-47 Thunderbolt. El primer combate tuvo lugar el 28 de julio de 1944, en que seis Komet despegaron contra una formación de 596 cuatrimotores B-17 que se dirigían a las refinerías de Leuna-Merseburg. Los Me 163 no consiguieron un solo derribo, debido principalmente a sus excesivas velocidades de aproximación, pero algunos de ellos se perdieron durante el fatídico aterrizaje.
El principal combate tuvo lugar el 16 de agosto de 1944, cuando cinco Komet salieron al encuentro de 196 bombarderos de la USAAF. El primer Me 163 que se acercó a un B-17 fue abatido por el artillero de cola de este. Otro Komet alcanzó a un B-17 del 305.º Grupo de Bombardeo, pero fue a su vez derribado por el teniente coronel John Murphy, piloto de un P-51 Mustang. El 24 de agosto, Siegfried Schubert abatió dos B-17 y otros dos Komet incendiaron a otros tantos bombarderos. Semejante éxito no se repetiría, y entre las víctimas de operaciones posteriores figuró el propio Schubert, que acabó convertido en una bola de fuego en el curso de un despegue en que no se desprendió el pésimo tren de ruedas. De la soñada flota de Komets no quedó nada. Para solventar la ineficacia de los visores de tiro en el curso de las fulgurantes pasadas entre las formaciones de bombarderos, se ideó el sistema SG 500 Jagdfaust. Este consistía en diez cañones cortos verticales de 50 mm, montados en las raíces alares. Esta arma se disparaba automáticamente cuando una célula fotoeléctrica recibía menor cantidad de luz al pasar el avión portador por debajo del objetivo. Este sistema llegó a ser probado el 10 de abril de 1945, y funcionó bien, pero era ya demasiado tarde.

## Conclusiones finales
Su armamento era muy potente: los cañones Rheinmetall MK 108 de 30 mm disparaban unos proyectiles capaces de destruir a un caza de un solo impacto y causar graves daños a un bombardero e incluso derribarlo con 3 o 4 impactos, pero la cadencia de estos cañones era muy baja, y escasa su munición, apenas 60 proyectiles. Cuando el Me-163 entraba en combate contra los bombarderos, superaba en casi 400 km/h la velocidad de estos, teniendo apenas tiempo para soltar una pequeña ráfaga, y posiblemente por la baja cadencia de tiro, el objetivo quedaba entre los dos proyectiles lanzados, saliendo indemne, y no pudiendo hacer más que unas pocas pasadas dada su corta autonomía de tan solo unos 5-6 minutos.
Entonces, una vez acabado el combustible, se convertía en un planeador y en un blanco muy fácil para los numerosos cazas que escoltaban los raids de bombardeo.
Pero existían otros problemas en esa fase de la guerra que fueron decisivos para el Komet: la falta de combustible, las dificultades en la producción en serie y, ante todo, la falta de tiempo para poner a punto el avión y un mejor entrenamiento de los pilotos. Debido todo ello a la imperiosa necesidad de desplegar los Komet cuanto antes e intentar defenderse de los numerosos bombardeos aliados. 
La guerra terminó antes de que este extraordinario avión pudiese afectar al curso de la guerra, aunque ciertos expertos opinan que, de haberse puesto en servicio un año antes, podría haber cambiado drásticamente el resultado de la batalla aérea en los cielos alemanes. Otros expertos, sin embargo, consideran que el Komet fue una de las jugadas más desafortunadas de la industria aeronáutica alemana durante la II Guerra Mundial. En efecto, el "velocísimo" Komet, en cuyo desarrollo se dilapidaron esfuerzos necesarios para propuestas más convencionales, resultaba más peligroso para sus propios pilotos que para el enemigo.

## Especificaciones (Me 163B-1a)

### Características generales
- Tripulación: 1
- Longitud: 5,84 m
- Envergadura: 9,32 m
- Altura: 2,77 m
- Superficie alar: 18,50 m²
- Peso vacío: 1905 kg
- Peso máximo al despegue: 4110 kg
- Planta motriz: 1×  Walter HWK 509A-1 o A-2.
  - Empuje normal: 1700 kg de empuje.

### Rendimiento
- Velocidad máxima operativa (Vno): 960 km/h
- Alcance: 7 min 30 s
- Radio de acción: 100 km
- Techo de vuelo: 12 100 m
- Régimen de ascenso: 4900 m/min

### Armamento
- Armas de proyectiles: 2 cañones MK 108 de 30 mm

### Desarrollos relacionados
- DFS-39
- DFS-194
- Messerschmitt Me 263
- Mitsubishi J8M
- Mikoyan-Gurevich I-270

### Aeronaves similares
- Bereznyak-Isayev BI-1
- Bachem Ba 349

### Secuencias de designación
- Sistema de designación aeronaves del RLM: ← He 162 · Bf 162 · Bf 163 · Me 163 · Me 164 · Fi 166 · FK 166 →

### Listas relacionadas
- Anexo:Cazas de la Segunda Guerra Mundial
- Anexo:Aeronaves militares de Alemania en la Segunda Guerra Mundial